# ビル・エヴァンス (小惑星)
ビル・エヴァンス (6007 Billevans) は小惑星帯に位置する小惑星である。北海道釧路で上田清二と金田宏が発見した。
ジャズ・ピアニストのビル・エヴァンスに因んで命名された。